# 오스틴 메도스
{{야구 선수 정보
|선수명             = 오스틴 메도스
|영문 표기          = Austin Meadows
|소속 구단          = 디트로이트 타이거즈 
|등번호             = 17
|선수 사진 파일명   = Austin Meadows (cropped).jpg
|사진 사이즈        = 250px
|사진의 코멘트      = 
|국적               = 미국
|출신지             = 미국 조지아주 애틀랜타
|생년월일           = 1995년 5월 3일(29세)
|사망일             = 
|신장               = 190
|체중               = 99
|수비 위치          = 우익수, 좌익수
|투구               = 좌
|타석               = 좌
|프로 입단 연도     = 2013년
|드래프트 순위      = 2013년 MLB드래프트에서 1라운드 9순위로 피츠버그 파이리츠에 지명
|첫 출장            = 2018년 5월 18일 샌디에이고 파드리스전
|마지막 경기        = 
|획득 타이틀        =
|연봉               = 
|경력               = 
- 피츠버그 파이리츠 (2018 ~ 2018)
- 탬파베이 레이스 (2019)
- 디트로이트 타이거즈2022

오스틴 웨이드 메도스(Austin Wade Meadows, 1995년 5월 3일 ~ )는 미국의 야구 선수로, 메이저 리그에 소속되어 있는 디트로이트 타이거즈의 외야수이다.